# Android Oreo

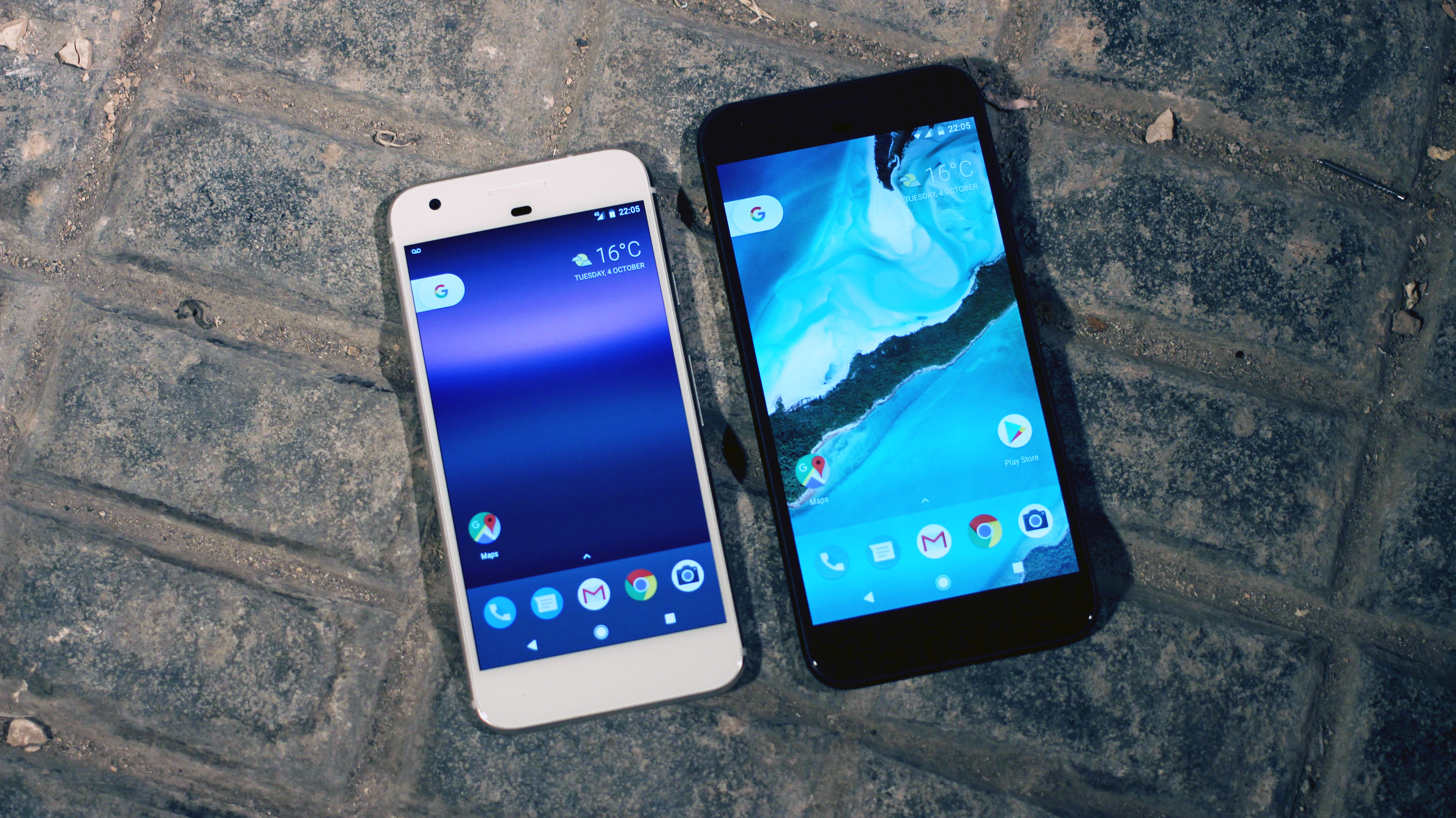
Android Oreo na smartfonie Google Pixel

Android 8.0 „Oreo” (nazwa kodowa O w trakcie prac rozwojowych) – ósma z kolei główna wersja systemu operacyjnego Android. Został wydany 21 sierpnia 2017 roku

## Etymologia
Nazwa systemu powstała od ciastek Oreo.

## Nowości
- Ikony aplikacji w centrum powiadomień
- Inteligentne zaznaczanie tekstu
- Kropki powiadomień, picture-in-picture, ograniczenia aktywności w tle
- Odświeżone ustawienia
- Oszczędzanie energii i zarządzanie siecią komórkową
- Szeroka gama barw
- Wskaźnik procentowy naładowania podłączonych urządzeń Bluetooth
- Zarządzanie powiadomieniami
- Zreorganizowane centrum sterowania